# محمد صالح الصديق
محمد الصالح الصدّيق (مواليد 19 ديسمبر 1925)، عالم ومجاهد ومفكر وأديب وفقيه ومؤرخ، من أكثر المؤلفين الجزائريين غزارة في الإنتاج.

## الميلاد والنشأة
ولد يوم 19 ديسمبر سنة 1925م، بقرية أبيزار بولاية تيزي وزو حاليا. نشأ في كنف عائلة من الأشراف المرابطين، عرفت بالتدين والعلم، بقرية إبسكرين الواقعة في ضواحي بلدية أغريب دائرة أزفون. فوالده الشيخ البشير آيت الصديق قد تولى الإمامة بمنطقته أكثر من أربعين سنة.

## الدراسة والتحصيل
تلقى اللأستاذ محمد الصالح الصدّيق تعليمه الأول على يد أبيه الشيخ البشير آيت الصديق، ثم أرسله والده إلى زاوية سيدي منصور آث جناد حيث أتم حفظ القرآن الكريم وهو في التاسعة من عمره، ثم انتقل إلى زاوية الشيخ عبد الرحمن اليلولي بجبل يلولة، فتلقى هناك مبادئ اللغة العربية. ومكافأة على نجاحه، أخذه معه أبوه إلى مدينة الجزائر العاصمة حيث التقى بالشيخ عبد الحميد بن باديس.
في سنة 1946 سافر إلى تونس لإتمام الدراسة بجامعة الزيتونة الإسلامية وتخرج منها بشهادة التحصيل سنة 1951م.
وعند عودته إلى أرض الوطن في مطلع خمسينيات القرن العشرين، تولى التدريس في زاوية الشيخ عبد الرحمن الإيلولي التي قد احتضنت الحركة الإصلاحية التي بعثها الإمام عبد الحميد بن باديس منذ الثلاثينيات. فساهم محمد الصالح الصدّيق في الحركة الإصلاحية منذ ذلك الحين بالتعليم والكتابة والنشر في الصحف. وقد كان يشرف على الشؤون الإدارية للزاوية.

## المشاركة في الثورة الجزائرية المجيدة
بعد انطلاق حرب التحرير الجزائرية سنة 1954م إنخرط فورا في العمل النضالي، لكن قيادة الثورة طلبوا منه البقاء مناضلا في مكان عمله، فبدأ بجمع المال إلى أن تفطنت له إدارة الاحتلال الفرنسي، ففي سنة 1956م أوقف من من قبل السلطات الاستعمارية، وتعرض للاستنطاق. وعندما لم يظفر منه الضابط الفرنسي بالمعلومات المرجوة أخرج له كتابه «مقاصد القرآن» وقاله له: «إن من يؤلف كتابا كهذا لا يملك أن يكون محايدا». فبعد إطلاق سراحه سافر إلى خارج الوطن في ربيع 1956. عمل في إذاعة «صوت الثورة الجزائرية» التي كانت تُبث من إذاعة طرابلس وهذا حتى استقلال الجزائر.
وبعد الاستقلال عين أستاذا للتعليم، وهنا قام بتأليف الكتب وبنشر المقالات في الصحف، وقدم دروسا عديدة في الإذاعة والتلفزيون الجزائري إلى أن أحيل على التقاعد.

## السفر إلى تونس
عندما اشتد الأمر على محمد الصالح الصدّيق نصحته قيادة الولاية الثالثة لجيش التحرير بالسفر إلى تونس لتولي مهمة أخرى، فسافر إلى فرنسا، ثم إلى تونس، مستعملا وثائق مزورة، ولبث في تونس زمنا مناضلا في القاعدة الثورية، ثم انتقل إلى ليبيا بطلب من المجاهد علي محساس الذي كان يدير جريدة المقاومة التي كانت هي اللسان الرسمي لجبهة وجيش التحرير الوطني. فعينن محررا في القسم العربي، بعدها تقرر أن يكون إلى جانب الرائد إيدير في المنطقة القتالية بـ «فزان» على الحدود الجزائرية الليبية. وبعد ذلك عين سنة 1958م مكلفا بالإعلام بالقاعدة الثورية بليبيا، يلقي المحاضرات ويحرر المقالات ويخاطب إذاعيا للترويج للقضية الجزائرية إلى ان نالت الجزائر استقلالها سنة 1962م.
أثار الأستاذ محمد الصالح الصديق مسألة خلافية إذ قال إنه هو من قام بتدشين إذاعة «صوت الجزائر بليبيا» بحضور بشير قاضي وحسن يامي. وليس الأستاذ الأمين دباغين (حسب ما هو شائع وحسب ما يرويه الأستاذ عبد القادر نور).
والمشهود له هو أن الأستاذ محمد الصالح الصديق قد ساهم كثيرا في التعريف بالثورة الجزائرية كتابة وتوثيقا وأطلع الناس على ما كان يقاسيه الشعب الجزائري تحت وطأة الاحتلال. فأصدر عدة كتب منها صور من البطولة، عميروش، من قلب اللهب، الجزائر بين الماضي والحاضر، ومن هذه الكتب ما ترجم إلى اللغات الأجنبية.

## بعد استقلال الجزائر
بعد الاستقلال التحق الأستاذ محمد الصالح الصديق بوزارة الخارجية، حيث ظل قابعا في مكاتب الوزارة من دون عمل واضح أو مهمة محددة، فاستقال منها والتحق بالتعليم الذي زاوله أستاذا للغة العربية والتربية الإسلامية من سنة 1965 م إلى سنة 1981م. ثم ترأس لجنة إحياء التراث بوزارة الشؤون الدينية، في عين سنة 1981م، حيث كان على رأس هيئة علمية لإحياء التراث بوزارة الشؤون الدينية، التي كان من أجل أعمالها جمع آثار الشيخ عبد الحميد بن باديس. وقد أنتج وقدم برامج في الإذاعة الوطنية والتلفزيون من سنة 1968م إلى سنة 1997م.

## المؤلفات
بدأ محمد الصالح الصدّيق الكتابة وهو لا يزال طالبا بالزيتونة، حيث نشر مقالات في صحيفة الطالب الزيتوني ومجلة وحي الشباب. كما كتب في مختلف الصحف بالجزائر وخارجها. ومن مؤلّفاته المنشورة:
1. أدباء التحصيل. ألّفه وهو ما يزال طالبا بتونس. نشره على حسابه الخاص سنة 1951م.
2. مقاصد القرآن، 1955م.
3. صورة من البطولة في الجزائر (مجموعة قصصية). بمشاركة فاضل المسعود. دار البعث، قسنطينة، 1981م.
4. من قلب اللهب.
5. الجزائر بين الماضي والحاضر
6. سفينة الإيمان. الشركة الوطنية للنشر والتوزيع، الجزائر، 1977 م.
7. عميروش وقصص ثورية. دار لبنان للطباعة والنشر، بيروت، ط 1، 1964 م.
8. صفحات خالدة من جهاد الجزائر.
9. وقفات ونبضات. الشركة الوطنية للنشر، الجزائر، 1972م.
10. الدروب الحمر.
11. الجزائر بلد التحدي والصمود.
12. مشاعل على الطريق.
13. شخصيات ومواقف.
14. من الخالدين، 1988م.
15. أوراق في الدين والأدب والأخلاق
16. أيام خالدة في حياة الجزائر
17. محمد في نظر المفكرين الغربيين . ديوان المطبوعات الجامعية، الجزائر، الطبعة الأولى، 2005 م.
18. رحلة في أعماق الثورة مع العقيد اعزوران محمد (بريروش)، دار هومة، 2002م.
19. البيان في علوم القرآن. المؤسسة الوطنية للكتاب، الجزائر، 1989م.
20. القرآن الكريم في محيط العقيدة والإيمان.
21. عبد الحميد بن باديس من آرائه ومواقفه. دار البعث، قسنطينة، 1983م، ط 1.
22. أعلام من منطقة القبائل. ديوان المطبوعات الجامعية، الجزائر، 2007م.
23. من روائع الاعجاز. ديوان المطبوعات الجامعية، الجزائر، 2005م.
24. الشعب الليبي الشقيق في جهاد الجزائر. دار الامة للطباعة والنشر والتوزيع، الجزائر، 2000م.
25. العصفور الأزرق 1991
26. الشيخ الرزقي الشرفاوي 1998
27. أعلام من المغرب العربي 2000
28. هذا هو الإسلام 2003
29. الأستاذ مولود قاسم نايت بلقاسم 2004
30. المصلح المجدد عبد الحميد بن باديس 2006
31. عالمية الإسلام وأخلاقيات رسوله (2008)
32. ألوان من الحياة. دار مقامات (2013)
33. مستقبل اللغة العربية[2]

## كتاب: مقاصد القرآن
أصدر كتابه الثاني «مقاصد القرآن» الذي عرف شهرة واسعة حيث بلغ إلى أيدي الرئيس جمال عبد الناصر والملك محمد الخامس، الذين كتبا إليه رسالتي مدح وثناء. كما مدحه الشيخ محمد العيد آل خليفة والشيخ أبو اليقظان والشاعر التونسي محمد مزهود بقصائد شعرية معروفة.

## شهادات وتكريمات

### وقفةالعقاد
يقول الأستاذ محمد الصالح الصديق عن لقائه مع الأديب الكبير والمفكر المعروف عباس محمود العقاد ببيته بالقاهرة: «قصدت مجلسه الكائن ببيته بمصر الجديدة، ولما دخلت وجدت العقاد يجلس بين نخبة من المثقفين والأدباء، وبمجرد إلقائي السلام قال العقاد قوموا للجزائر ثم طلب مني الجلوس إلى جانبه، وسألني أسئلة محرجة عن الثورة التحريرية».

### تكريم جريدة الشروق
قامت جريدة الشروق بتكريمه وأهدته برنوسها  ضمن سلسلة تكريماتها لأعلام الجزائر.